# Katedra w Novarze
Katedra w Novarze (wł. Duomo di Novara; oficjalnie: Cattedrale di Santa Maria Assunta – Katedra Najświętszej Maryi Panny Wniebowziętej) – rzymskokatolicki kościół w Novarze. Jest siedzibą biskupa diecezji Novary oraz kościołem parafialnym w parafii pod tym samym wezwaniem.

## Historia

### Poprzednie katedry
Pierwszy biskup Novary, św. Gaudenty miał zbudować w II połowie IV wieku, z dotacji cesarskich, miejską bazylikę, baptysterium i Domus Episkopalis. Między XI a XII wiekiem świątynia ta została zburzona i zastąpiona nowym budynkiem w stylu romańskim, konsekrowanym 17 kwietnia 1132 roku przez papieża Innocentego II. Nowy kościół został wzniesiony na planie krzyża łacińskiego, miał trzy nawy, fasadę poprzedzoną portykiem i flankowaną dwiema wieżami, którym wewnątrz odpowiadały nawy boczne z emporami.
Począwszy od XV wieku kościół przechodził proces renowacji: w XV wieku przy nawach bocznych zbudowano kilka kaplic, dodając pozostałe w XVI wieku. W 1580 roku, na zlecenie biskupa Francesco Bossiego, wyburzono starą apsydę, zastępując ją nowym, prostokątnym prezbiterium. W pierwszej połowie lat 90. XVI wieku biskup Carlo Bascapè zbudował nowy ołtarz główny, a w 1680 roku Benedetto Odescalchi odrestaurował tyburium, zwieńczając je latarnią. W XVIII wieku katedra była stopniowo restaurowana w stylu barokowym według projektu Benedetta Alfieri, zachowując jednak swoją pierwotną strukturę. Prace te zostały wstrzymane w 1792 roku, a wznowione w 1831 roku, wraz z objęciem władzy przez króla Sardynii Karola Alberta, w sprzyjającym ekonomicznie momencie. Zrealizowano wówczas nowe prezbiterium według projektu inżyniera Melchioniego. Nowy ołtarz główny zbudowany został w latach 1832–1836 według projektu architekta Alessandra Antonellego. Ze względu na swoją elegancję i giętkość linii zalicza się do najlepszych, neoklasycznych dzieł tego twórcy. Składa się z 377 bloków z marmuru z Werony, Carrary i Varallo. W sprawie jego dekoracji Antonelli kontaktował się z czołowymi rzeźbiarzami szkół mediolańskiej i rzymskiej, w tym duńskim rzeźbiarzem Bertelem Thorvaldsenem, autorem dwóch płaskorzeźb z aniołkami z brązu. W attyce ołtarza umieszczono trzy marmurowe posągi przedstawiające Religię, Mojżesza i św. Piotra. Pomiędzy kolumnami umieszczono pozłacane cyborium z brązu, wsparte na puttach.

### Obecna katedra
Po inauguracji ołtarza w 1836 roku Antonelli zdołał przekonać biskupa Filippa Marię Gentile do konieczności rozbiórki korpusu nawowego katedry romańskiej i zbudowania nowej katedry wraz z boczną kolumnadą. W 1857 roku rozpoczęto, według projektu Antonellego, przebudowę kolumnady po stronie północnej, która trwała do roku 1863. W 1865 roku kapituła oficjalnie zatwierdziła rozbiórkę starej romańskiej katedry; pochodzące z jej rozbiórki materiały, w tym cegły, zostały użyte do wzniesienia nowego budynku. Z dawnej katedry pozostała masywna kampanila (której komora dzwonna i hełm pochodzą z XVII wieku), niektóre elementy wyposażenia, obrazy, dawne freski, kaplica św. Syrusa, pochodząca z XII wieku, a także część mozaikowej posadzki prezbiterium. Konsekracja odbyła się w 1869 roku, ale prace na wykończeniem wnętrza kontynuowano aż do lat 80. XIX wieku.
W latach 60., w następstwie zaleceń posoborowych, pojawił się problem zorganizowania na nowo przestrzeni liturgicznej. W 1966 roku biskup Cambiaghi rozpoczął pierwszy, eksperymentalny i tymczasowy etap, dotyczący nowego usytuowania ołtarza: drewniany ołtarz (obecnie zachowany w chórze) został umieszczony w prezbiterium i zwrócony ku ludziom. Ponieważ zmiany te zostały przyjęte z aprobatą, tak ze strony duchowieństwa, jak i wiernych, w 1969 roku biskup zlecił architektowi Ravarellemu wykonanie projektu adaptacji liturgicznej prezbiterium zgodnie z zaleceniami soborowymi: jego powierzchnię powiększono poprzez modyfikację profilu czterech marmurowych stopni schodów, nadając mu półkolisty kształt i łącząc je poprzecznie z już istniejącym podium; zaprojektowany od nowa granitowy ołtarz został umieszczony na dodatkowej predelli. Ambona wspiera się na steli romańskiej (z końca XII wieku), przedstawiającej św. Pawła.

## Architektura
Cechą charakterystyczną dzisiejszej katedry, widzianej z zewnątrz, jest długa kolumnada, zbudowana przez Antonellego w stylu neoklasycystycznym, wychodząca na plac. Wejście do katedry prowadzi przez pronaos, którego trójkątny szczyt wspiera się na czterech wysokich kolumnach z kapitelami w porządku korynckim. Okazały portal główny należy do największych w Europie.

## Wnętrze

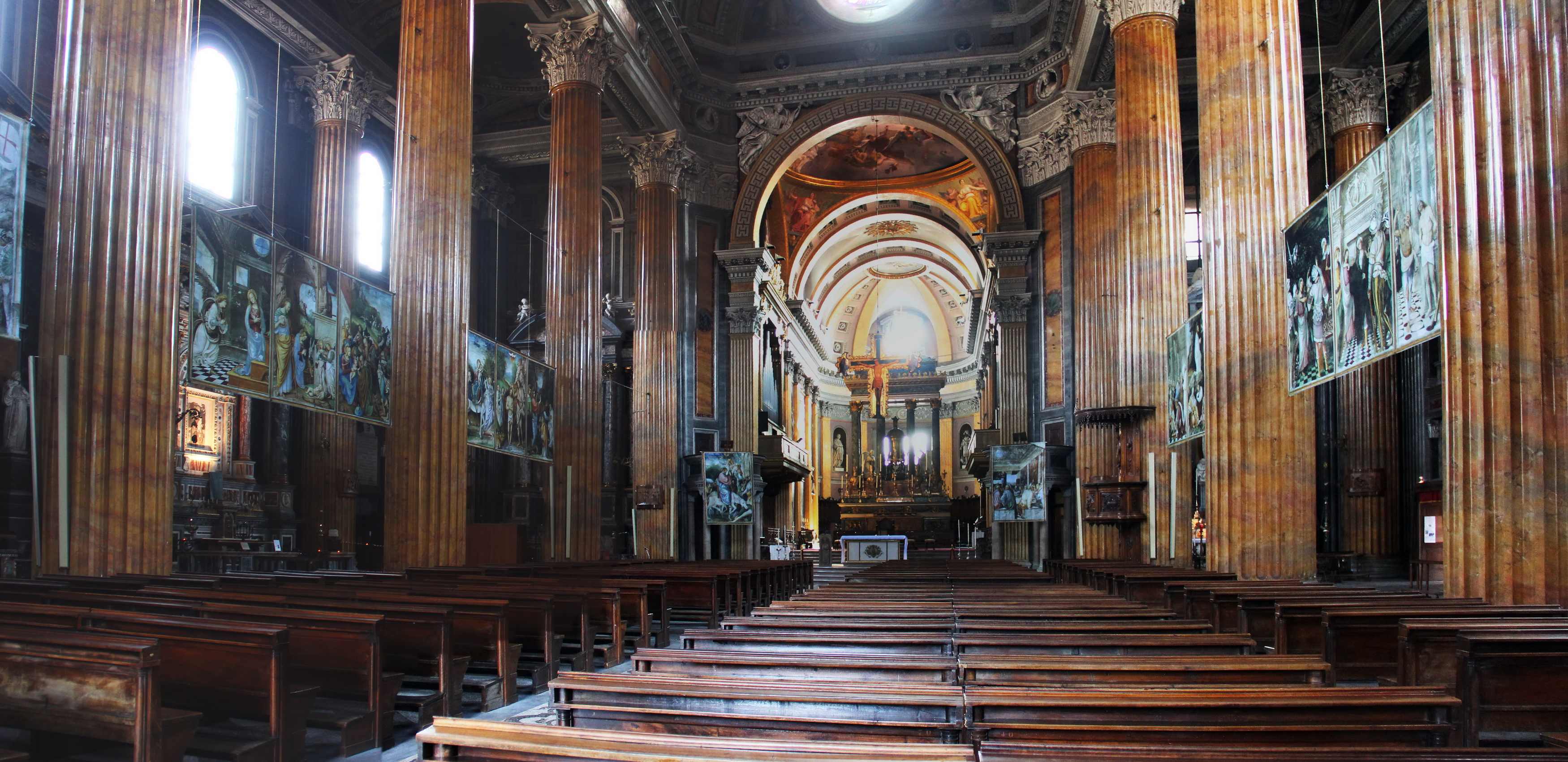
Wnętrze

Wnętrze jest trzynawowe. Nawy przedzielają kolumny w kolorze żółtej ochry, zwieńczone korynckimi kapitelami. Nawa główna ma sklepienie kolebkowe, zaś nawy boczne – sklepienia kopułowe.
Do najważniejszych obrazów, zdobiących wnętrze katedry należą Zaślubiny św. Katarzyny Gaudenzia Ferrariego oraz płótna Bernardina Lanina i Callista Piazzy, a także popiersie św. Bernarda z Menthon, umieszczone nad ołtarzem św. Kajetana. W nawach bocznych znajdują się ołtarze, których budowę rozpoczęto w latach 80. XIX wieku, według projektu Antonellego.